# Redenção Airport
Redenção Airport är en flygplats i Brasilien.   Den ligger i kommunen Redenção och delstaten Pará, i den centrala delen av landet, 900 km norr om huvudstaden Brasília. Redenção Airport ligger 199 meter över havet.
Terrängen runt Redenção Airport är platt. Runt Redenção Airport är det glesbefolkat, med 18 invånare per kvadratkilometer..
Omgivningarna runt Redenção Airport är huvudsakligen savann.